# Myjnia samochodowa (film)
Myjnia samochodowa (ang. Car Wash) – amerykańska komedia filmowa w reżyserii Michaela Schultza z 1976 r.

## Opis fabuły
Kilku czarnoskórych amerykanów prowadzi myjnię samochodową w Los Angeles. Zaczynają odwiedzać ich: gwiazdor rocka, prostytutka, niebezpieczny szaleniec i różni dziwni goście, a sytuacja wymyka się spod kontroli.

## Główne role
- Clarence Muse - Snapper
- Ivan Dixon - Lonnie
- Sully Boyar - Leon 'Pan B' Barrow
- Franklyn Ajaye - T.C.
- Lorraine Gary - Histeryczka
- Otis Day - Lloyd
- Bill Duke - Duane - Abdullah
- Antonio Fargas - Lindy
- Richard Pryor - Daddy Rich
- Pepe Serna - Chuco
- Richard Brestoff - Irwin Barrow
- Carmine Caridi - Głupi ojciec

## Nagrody i nominacje
MFF w Cannes 1977
- Nagroda za najlepszą muzykę - Norman Whitfield
- Techniczne Grand Prix - Michael Schultz
- Złota Palma (nominacja)

Złote Globy 1976
- Najlepsza piosenka - (Theme from) Car Wash - muz. i sł. Norman Whitfield (nominacja)